# Clambake (альбом)
| Оценки критиков | Оценки критиков                                                          |
| Источник        | Оценка                                                                   |
| --------------- | ------------------------------------------------------------------------ |
| Allmusic        | 3 из 5 звёзд · 3 из 5 звёзд · 3 из 5 звёзд · 3 из 5 звёзд · 3 из 5 звёзд |

Clambake — студийный альбом Элвиса Пресли, представлявший собой саундтрек к одноимённому фильму с его участием («Пикник у моря», вышедшему на экраны в 1967 году).
Альбом поступил в продажу 10 октября 1967 года. В США он достиг 40 места в альбомном чарте Billboard Top LP’s (американского журнала «Билборд»).

## Запись
Альбом-саундтрек был выпущен в ноябре 1967 года.
К альбому было добавлено несколько записей, не использованных в фильме: «Guitar Man» и «Big Boss Man». Песни являются хит-синглами[прояснить].

## Список композиций
| №  | Название                      | Автор(ы)                      | {{{extra_column}}} | Длительность |
| -- | ----------------------------- | ----------------------------- | ------------------ | ------------ |
| 1. | «Guitar Man» (bonus song)     | Jerry Reed                    | September 10, 1967 | 2:30         |
| 2. | «Clambake»                    | Ben Weisman and Sid Wayne     | February 22, 1967  | 2:36         |
| 3. | «Who Needs Money»             | Randy Starr                   | February 22, 1967  | 3:15         |
| 4. | «A House That Has Everything» | Roy C. Bennett and Sid Tepper | February 21, 1967  | 2:14         |
| 5. | «Confidence»                  | Roy C. Bennett and Sid Tepper | February 22, 1967  | 2:33         |
| 6. | «Hey, Hey, Hey»               | Joy Byers                     | February 22, 1967  | 2:30         |

| №  | Название                                            | Автор(ы)                     | {{{extra_column}}} | Длительность |
| -- | --------------------------------------------------- | ---------------------------- | ------------------ | ------------ |
| 1. | «You Don't Know Me»                                 | Cindy Walker and Eddy Arnold | September 11, 1967 | 2:27         |
| 2. | «The Girl I Never Loved»                            | Randy Starr                  | February 21, 1967  | 1:52         |
| 3. | «How Can You Lose What You Never Had» (bonus track) | Ben Weisman and Sid Wayne    | February 21, 1967  | 2:27         |
| 4. | «Big Boss Man» (bonus track)                        | Luther Dixon and Al Smith    | September 10, 1967 | 2:50         |
| 5. | «Singing Tree» (bonus track)                        | A.L. Owens and A.C. Solberg  | September 11, 1967 | 2:17         |
| 6. | «Just Call Me Lonesome» (bonus track)               | Rex Griffin                  | September 10, 1967 | 2:05         |

## Состав музыкантов
- Элвис Пресли — вокал
- The Jordanaires — бэк-вокалы
- Милли Киркхам — бэк-вокалы
- Скотти Мур, Чип Янг, Гарольд Брэдли — гитара
- Чарли МакКой — гитара и гармоника
- Пит Дрейк — гавайская гитара
- Боб Мур — бас-гитара
- Флойд Крамер, Хойт Хоукинс — фортепиано
- Доминик Фонтана, Бадди Харман — барабаны
- Норман Рэй — саксофон